# トロピカール
オーシャン・ドリームとは、ピースボートが運航していたクルーズ客船である。1981年にカーニバルが初めての新造クルーズ船トロピカールとして就航した。
ディーゼルエンジンを2基搭載しており、最高出力は26600馬力、喫水は7m。

## 要目

### パシフィック・スター
パシフィック・スターとして2005年より就航していた当時の要目を示す。
- 総トン数: 35,190トン[5]
- デッキ数: 旅客スペース10層
- 旅客定員: 1,412名
- 乗組員: 550名

### オーシャンドリーム
- 総トン数: 35,265トン
- デッキ数: 旅客スペース8層
- 旅客定員: 1,422名
- 乗組員: 550名
- 客室数：500室

設備
- 11階「スカイデッキ」
  - オーシャンビューエリア
  - ジャグジー
  - ゴルフ倶楽部
- 10階「スポーツデッキ」
  - ペアバルコニー客室
  - ジム
  - スポーツデッキ
  - サウナ
  - 大会議室「オーシャンプラザ」
- 9階「リドデッキ」
  - パノラマバー
  - ビュッフェレストラン
  - プールエリア
  - 居酒屋「波へい」
- 8階「プロムナードデッキ」
  - ラウンジ「スターライト」「バイーア」
  - フリースペース「庵」「アゴラ」「パるケ」
  - クルーズ相談デスク
  - スタッフルーム「ピースボートセンター」
  - ピアノバー
  - カサブランカバー
  - インターネットエリア
  - プール&ジャグジー
  - 図書コーナー
  - 囲碁・将棋・麻雀コーナー
- 7階「アロハデッキ」
  - ラウンジ「ブロードウェイ」
  - セミナールーム
  - 語学教室「GETルーム」
  - キッズルーム
  - 展望大浴場
  - マッサージルーム「アママ」
  - ペア客室（ペアスタンダード・ペアエコノミー・ペアグローバル・ペアオーシャン・ペアセブンシーズ）
  - シングル客室（セミシングルスタンダード・セミシングルエコノミー・シングルエコノミー・シングルスタンダード・シングルグローバル）
  - フレンドリー客室（フレンドリースタンダード・フレンドリーエコノミー）
- 6階「バハデッキ」
  - 美容室
  - 売店
  - 会議室「パシフィック・スペース」「アトランティック・スペース」
  - ペア客室（ペアスタンダード・ペアエコノミー）
  - シングル客室（セミシングルスタンダード・セミシングルエコノミー・シングルエコノミー・シングルスタンダード）
  - フレンドリー客室（フレンドリースタンダード・フレンドリーエコノミー）
- 5階「カリブデッキ」
  - 上下船口
  - レセプション＆ツアーデスク
  - ペア客室（ペアスタンダードワイド・ペアユニバーサル・ペアコネクト）
- 4階「ドルフィンデッキ」
  - リージェンシーレストラン
  - 診療所